# Álvaro de Galleguillos y Riberos de Castilla
Álvaro de Galleguillos y Riberos de Castilla (San Bartolomé de La Serena, agosto de 1680 - Hacienda Pachingo-Valle de Limarí 1768) fue un noble, alcalde y Regidor Perpetuo del Cabildo de La Serena y hacendado chileno uno de los pioneros en la elaboración del Pisco y Vino de Chile también miembro de la Familia Galleguillos una de las familias Criollas  más acaudaladas de San Bartolomé de La Serena y principales terratenientes del sector costero del Valle de Limarí desde principios del siglo XVII hasta fines del siglo XIX y tronco de una de las más importantes Familias chilenas del Norte Chico en el Chile colonial.

## Familia

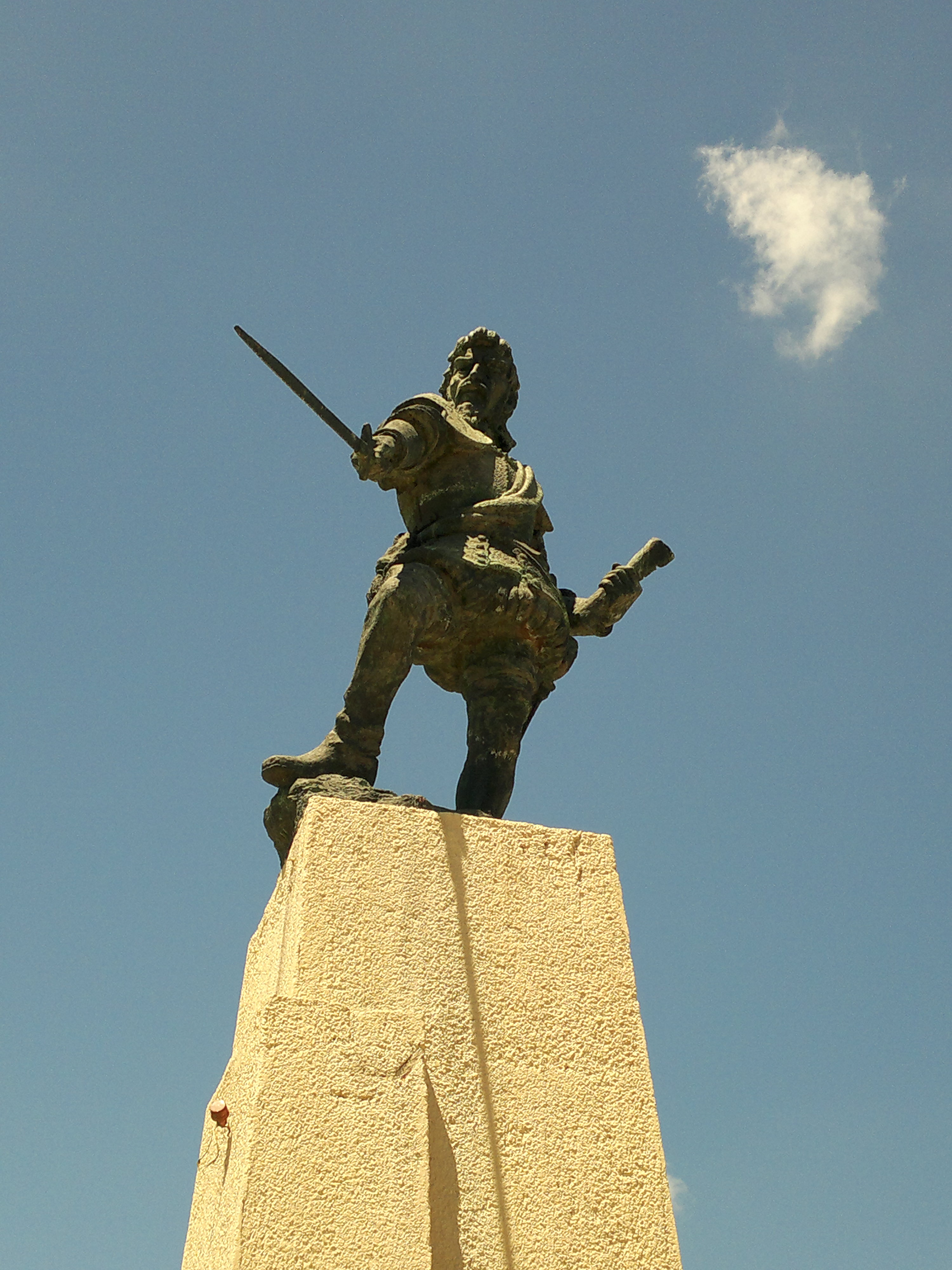
Estatua de Francisco de Aguirre, en Santiago del Estero, Argentina Ancestro de don Álvaro de Galleguillos.

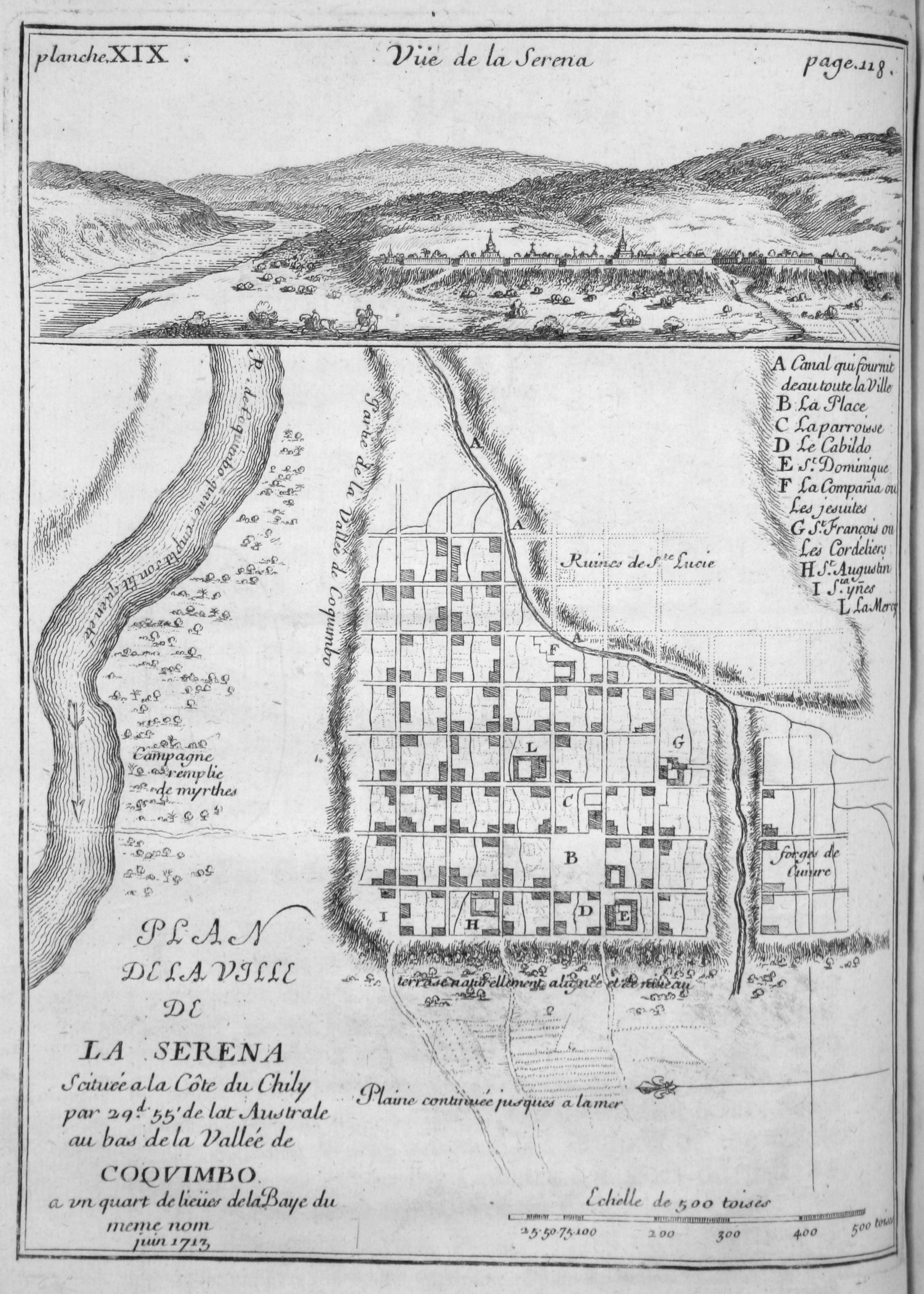
Mapa de San Bartolomé de La Serena en 1717 de la cual don Álvaro de Galleguillos fue alcalde en 1756, Regidor Perpetuo del Cabildo de La Serena.

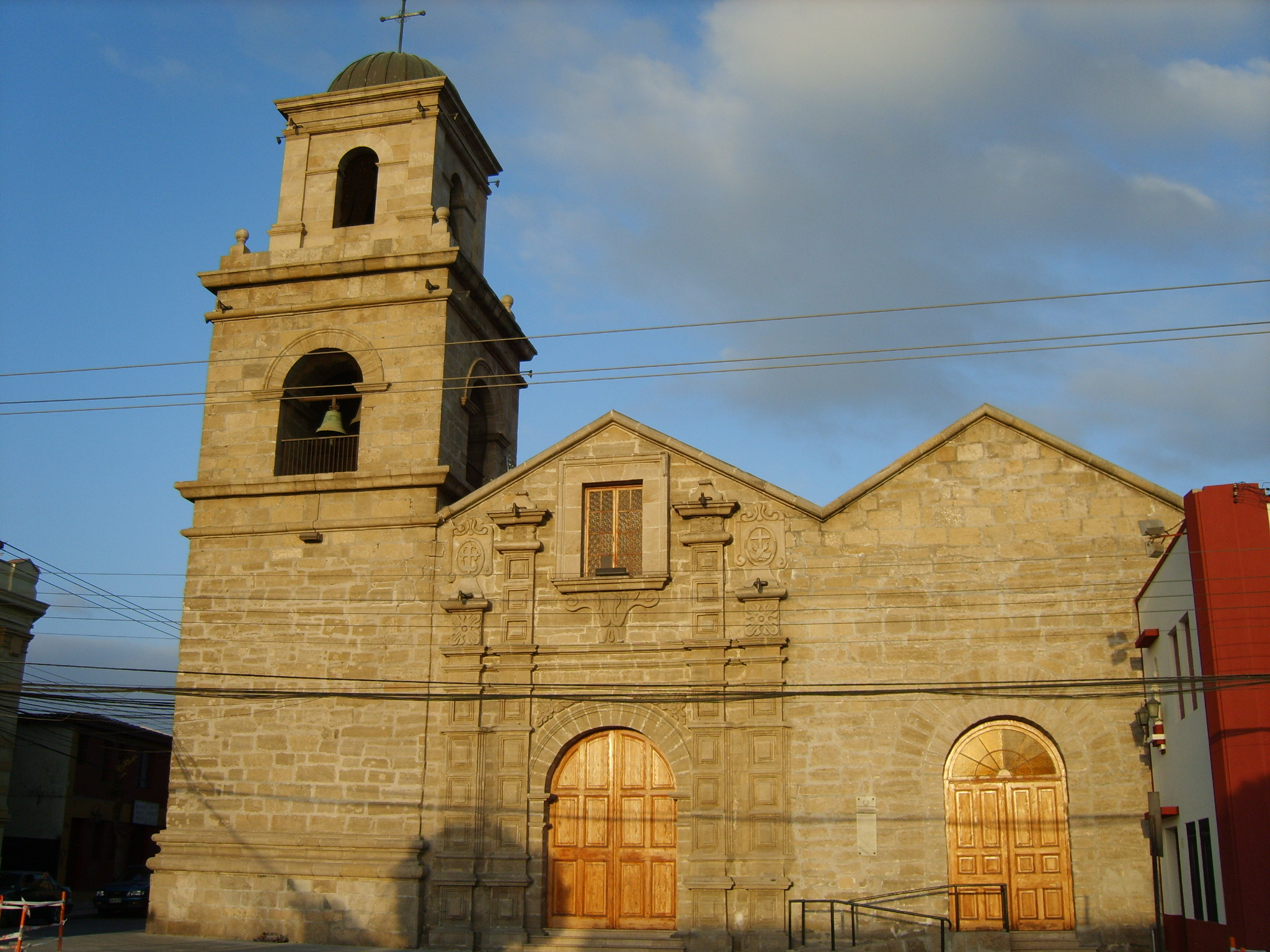
Iglesia de San Francisco el cual fuese sepultado don Juan Antonio de Galleguillos y Panteón de la Familia Galleguillos hasta comienzos del.

Fue hijo del Maestre de Campo Antonio Gómez de Galleguillos y de Catalina de Riberos y Castilla, ricos y poderosos Hidalgos Encomenderos y Hacendados, dueños de la Hacienda Pachingo en el Valle de Limarí, además de vastas propiedades en los Valles de Elqui, Huasco, Choapa y Aconcagua
Era descendiente por su madre doña Catalina de Riberos-Aguirre y Castilla (bisnieta) de don Francisco de Aguirre conquistador español que participó en la conquista de Chile y del noroeste de Argentina. Asignado como gobernador de Chile a la muerte de Pedro de Valdivia, fue también gobernador del Tucumán en tres oportunidades y fundador de las ciudades de La Serena (Chile) y Santiago del Estero (Argentina). quien fue hijo de don Hernando de la Rúa Ramírez y de Constanza de Meneses Aguirre, - Bisnieta de don Juan Alfonso Téllez de Meneses, IV conde de Barcelos y I de Ourém. descendiente directo del Rey Don Alfonso X "el Sabio" rey de Castilla y León a través de su hijo el Rey don Sancho IV de Castilla emparentándose así el linaje de la Casa de Meneses con los descendientes de la casa de Borgoña y por esta línea familiar de los monarcas de los reinos de Asturias, Castilla, León, Aragón, Navarra, Portugal, la dinastía de los Capetos de Francia, la dinastía Hohenstaufen de Alemania, la casa de Plantagenet de Inglaterra, la casa de Normandía y la casa de Uppsala, de quienes, entre otros, desciende en línea de parentesco directa don Alvaro de Galleguillos -; También era bisnieta de don Pedro Cortés de Monroy emparentado con Hernán Cortés que Llegó a ser Coronel General del Reino de Chile en 1610, y procurador general del Reino de Chile en 1613 era prima de Don Pedro Cortés Monroy y Zabala,  I Marqués de Piedra Blanca de Guana y Guanilla

## Carrera militar y política
Se incorporó a las reales milicias, alcanzando grados de capitán de Caballos Ligeros y Lanzas Españolas y maestre de campo. Alcalde de primer voto en 1756, Regidor Perpetuo del Cabildo de La Serena.

## Encomiendas indígenas
El capitán Álvaro Gómez de Astudillo y Godìnez, nacido en La Serena en 1572, y abuelo de don Juan Antonio de Galleguillos es el primero de la familia que fue encomendero de indios a inicios del siglo XVII. La encomienda se nombra como sita en las minas de La Serena (Andacollo. Su hijo el Maestre de campo don Antonio Gómez de Galleguillos, solicitó la encomienda en segunda vida lo que obtuvo por merced otorgada en fecha de 7 de octubre de 1673. se registran bautismos y matrimonio de encomendados en la iglesia del lugar, perteneciente a la parroquia de Barraza hasta mediados del siglo XVIII. Como asignatarios de la encomienda se nombran a don Álvaro y su hermano don Juan Antonio de Galleguillos y Riberos de Castilla Encomendero de Huasco 1690 y a don Domingo de Herrera y Galleguillos sobrino de los anteriores.

## Tierras y actividades privadas
Tras el fallecimiento en 1695 de su padre Don Antonio Gómez de Galleguillos sus hijos don Pedro, Gabriel, Álvaro y Juan Antonio de Galleguillos y Riberos de Castilla mantendrán la propiedad, donde aparte de seguir elaborando vino y aguardientes comenzaran también a elaborar un vino generoso en de moscateles tipo Málaga los cuales eran exportados por su Pariente Don Pedro Cortés Monroy y Zabala,  I Marqués de Piedra Blanca de Guana y Guanilla  quien fuera uno de los principales gestores del auge del Comercio que a partir de alrededor de 1680 se incentivan las exportaciones de vinos y de aguardientes a Perú y Alto Perú, hoy Bolivia. Este intercambio comercial aumentó gracias al aumento de la demanda por la apertura y auge de los nuevos mercados mineros como Porco, Potosí e incluso Cochabamba; el Marqués era un importante estanciero dueño de Piedrablanca, Guana, Guanillas en el Valle del Limarí  y en Los Choros, Cutún y Quilacán en Valle del Elqui; su chacra de Quilacán,  cerca de La Serena (Chile),  funcionaba como centro de acopio para los vinos y aguardientes junto a otros productos provenientes de sus propiedades agrícolas  los cuales eran exportados hacia los puertos del Callao y Arica  rumbo al Virreinato del Perú para ser comercializados en estos centros mineros

## Matrimonio y descendencia
En 1664 se casó en La Serena con su prima la dama criolla doña Francisca de Godoy Rojas-Carabantes -hija del maestre de campo don Diego de Godoy y Galleguillos y Catalina de Rojas Carabantes y Sánchez hija esta última de Juan de Rojas Carabantes y Mundaca Capitán; depositario general de La Serena 1678-1692; procurador general de La Serena 1679; fiel ejecutor de La Serena 1679 y 1690; alcalde de La Serena 1689; dueño de la Estancia Juntas de 1500 cuadras en el Valle de Limarí y de la hacienda Diaguitas y Rivadavia en el Valle de Elqui.
De su matrimonio con doña Francisca de Godoy Rojas-Carabantes nacieron cinco hijos:

- Juan Antonio de Galleguillos y Godoy.
- Catalina de Galleguillos y Godoy.
- Tomás de Galleguillos y Godoy.
- Gregoria de Galleguillos y Godoy.
- Francisca de Galleguillos y Godoy.

## Fallecimiento
Testó ante Don José Gallardo el 30 de diciembre de 1764 en su de Hacienda Pachingo en el Valle de Limarí en el mismo lugar fallece ese mismo año.sus restos fueron sepultados en el altar mayor de Iglesia de San Francisco Se le cuenta entre los benefactores de la orden franciscana donde fundó una capellanía de misas.

## Genealogía
|  |                                                       |  |  |  |  |  |  |  |  |  |  |  |  |  |  |  |
|  | 8. Vasco Hernández Godínez.                           |  |  |  |  |  |  |  |  |  |  |  |  |  |  |  |
|  |                                                       |  |  |  |  |  |  |  |  |  |  |  |  |  |  |  |
|  |                                                       |  |  |  |  |  |  |  |  |  |  |  |  |  |  |  |
|  | 4. Álvaro Gómez de Astudillo y Godínez.               |  |  |  |  |  |  |  |  |  |  |  |  |  |  |  |
|  |                                                       |  |  |  |  |  |  |  |  |  |  |  |  |  |  |  |
|  |                                                       |  |  |  |  |  |  |  |  |  |  |  |  |  |  |  |
|  | 9. Francisca Astudillo Hernández.                     |  |  |  |  |  |  |  |  |  |  |  |  |  |  |  |
|  |                                                       |  |  |  |  |  |  |  |  |  |  |  |  |  |  |  |
|  |                                                       |  |  |  |  |  |  |  |  |  |  |  |  |  |  |  |
|  | 2. Antonio Gómez de Galleguillos.                     |  |  |  |  |  |  |  |  |  |  |  |  |  |  |  |
|  |                                                       |  |  |  |  |  |  |  |  |  |  |  |  |  |  |  |
|  |                                                       |  |  |  |  |  |  |  |  |  |  |  |  |  |  |  |
|  | 10. Antonio de Galleguillos y Villegas.               |  |  |  |  |  |  |  |  |  |  |  |  |  |  |  |
|  |                                                       |  |  |  |  |  |  |  |  |  |  |  |  |  |  |  |
|  |                                                       |  |  |  |  |  |  |  |  |  |  |  |  |  |  |  |
|  | 5. Cecilia de Rojas Galleguillos.                     |  |  |  |  |  |  |  |  |  |  |  |  |  |  |  |
|  |                                                       |  |  |  |  |  |  |  |  |  |  |  |  |  |  |  |
|  |                                                       |  |  |  |  |  |  |  |  |  |  |  |  |  |  |  |
|  | 11. Fabiana de Rojas Pliego.                          |  |  |  |  |  |  |  |  |  |  |  |  |  |  |  |
|  |                                                       |  |  |  |  |  |  |  |  |  |  |  |  |  |  |  |
|  |                                                       |  |  |  |  |  |  |  |  |  |  |  |  |  |  |  |
|  | 1.Juan Antonio de Galleguillos y Riberos de Castilla. |  |  |  |  |  |  |  |  |  |  |  |  |  |  |  |
|  |                                                       |  |  |  |  |  |  |  |  |  |  |  |  |  |  |  |
|  |                                                       |  |  |  |  |  |  |  |  |  |  |  |  |  |  |  |
|  | 12. Francisco de Riberos y Suárez de Figueroa.        |  |  |  |  |  |  |  |  |  |  |  |  |  |  |  |
|  |                                                       |  |  |  |  |  |  |  |  |  |  |  |  |  |  |  |
|  |                                                       |  |  |  |  |  |  |  |  |  |  |  |  |  |  |  |
|  | 6. Francisco de Riberos y Aguirre.                    |  |  |  |  |  |  |  |  |  |  |  |  |  |  |  |
|  |                                                       |  |  |  |  |  |  |  |  |  |  |  |  |  |  |  |
|  |                                                       |  |  |  |  |  |  |  |  |  |  |  |  |  |  |  |
|  | 13. Inés de Aguirre y Matienzo.                       |  |  |  |  |  |  |  |  |  |  |  |  |  |  |  |
|  |                                                       |  |  |  |  |  |  |  |  |  |  |  |  |  |  |  |
|  |                                                       |  |  |  |  |  |  |  |  |  |  |  |  |  |  |  |
|  | 3. Catalina de Riberos y Fernández de castilla.       |  |  |  |  |  |  |  |  |  |  |  |  |  |  |  |
|  |                                                       |  |  |  |  |  |  |  |  |  |  |  |  |  |  |  |
|  |                                                       |  |  |  |  |  |  |  |  |  |  |  |  |  |  |  |
|  | 14. Juan Fernández Manzano de Castilla.               |  |  |  |  |  |  |  |  |  |  |  |  |  |  |  |
|  |                                                       |  |  |  |  |  |  |  |  |  |  |  |  |  |  |  |
|  |                                                       |  |  |  |  |  |  |  |  |  |  |  |  |  |  |  |
|  | 7. Elena Fernández de Castilla y Cortés Monroy.       |  |  |  |  |  |  |  |  |  |  |  |  |  |  |  |
|  |                                                       |  |  |  |  |  |  |  |  |  |  |  |  |  |  |  |
|  |                                                       |  |  |  |  |  |  |  |  |  |  |  |  |  |  |  |
|  | 15. Elena Cortés Monroy y Tobar.                      |  |  |  |  |  |  |  |  |  |  |  |  |  |  |  |
|  |                                                       |  |  |  |  |  |  |  |  |  |  |  |  |  |  |  |
|  |                                                       |  |  |  |  |  |  |  |  |  |  |  |  |  |  |  |